# Стандартный хинди

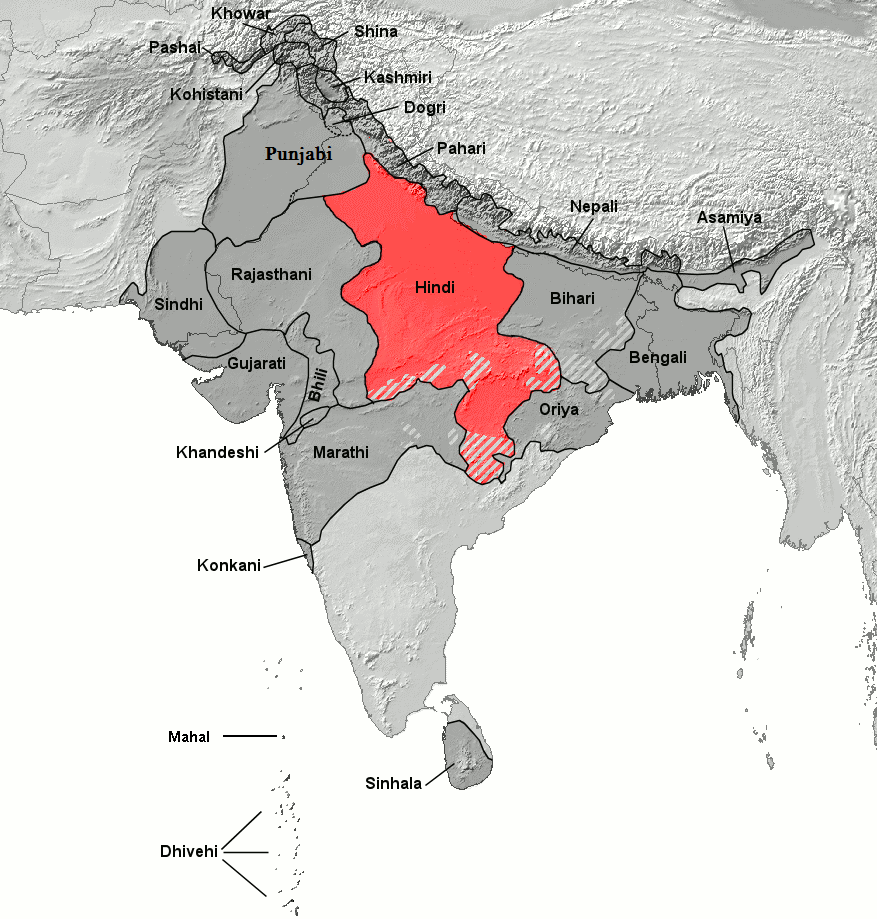
Карта распространения вариантов и диалектов хинди в узком смысле слова

Станда́ртный хи́нди, также известный как ма́нак хи́нди, высо́кий хи́нди, на́гари хи́нди или литерату́рный хи́нди — это стандартизированный регистр хиндустани. Это один из 22 языков Индии, имеющих официальный статус. Он используется наряду с английским в работе центрального правительства.
Стандартный хинди — это санскритизированный регистр хиндустани, восходящий к диалекту кхари-боли. Разговорные же формы хинди образуют протяжённый диалектный континуум индоарийских языков, ограниченный с северо-запада и запада зоной распространения панджаби, синдхи, гуджарати и маратхи; на юго-востоке — ория; на востоке — бенгальским; на севере — непальским.
Организацией, нормирующей стандартный хинди, является Центральный директорат по вопросам языка хинди.